# Otobong Nkanga
Otobong Nkanga, née en 1974 à Kano au Nigeria, est une plasticienne, artiste visuelle et performeuse basée à Anvers. Elle est aussi dessinatrice, photographe, vidéaste et réalise des tapisseries et des installations. Son travail explore les notions d'identité, le statut de la femme africaine et les particularités culturelles du Nigéria, pays dont elle est originaire. Son travail a été présenté dans de nombreuses institutions dont le centre Pompidou (Paris), la Tate Modern (Londres), le Kunst-Werke (de) (Berlin), le Stedelijk Museum (Amsterdam) et la biennale de Sharjah (Sharjah).
En 2015, elle remporte le prix de Yanghyun,.

## Biographie
Otobong Nkanga est née en 1974 à Kano au Nigeria. Elle effectue des études artistiques à l'université Obafemi-Awolowo, en pays yorouba, puis à l'École nationale supérieure des Beaux-Arts de Paris qu'elle intègre en 1995. Elle devient ensuite artiste en résidence à l'Académie royale des beaux-arts d'Amsterdam (ou Rijksakademie van beeldende kunsten) de 2002 à 2003,,.
Sa première exposition personnelle, Classicism & Beyond, a eu lieu en 2002 dans la célèbre organisation à but non lucratif, le Project Row Houses (en) à Houston, au Texas. Elle fait partie des artistes sélectionnés en 2005 pour l'exposition du centre Pompidou à Paris : Africa Remix, l'art contemporain d'un continent. En 2007 – 2008, en réponse à l'œuvre Baggage (1972 – 2007/2008) de l'artiste américain Allan Kaprow, Nkanga a conçu une performance pour la Kunsthalle de Berne, en Suisse. À l'œuvre initiale qui reposait sur des enjeux de déplacements de marchandises d'un point de la planète à un autre, Nkanga y introduit une dimension post-coloniale. Ainsi que l'atteste l'artiste à l'occasion d'un entretien, les notions d'identités, de spécificités culturelles sont de nouveau au centre de son geste de ré-appropriation artistique.  
Aussi, en 2008, le projet Contained measures of Land a utilisé le sol à la fois comme un symbole du territoire et du conflit. Un an plus tard, pendant sa résidence à Pointe-Noir, au Congo, elle a collecté 8 différents couleurs de terre. Pointe Noire a été colonisé par les portugais et les français. Philippe Pirote, critique d'art, a écrit que Nkanga arrive de créer une sorte de véhicule pour la présentation et la transportation qui ne définit pas la valeur d'usage dans une époque où tout le monde est obsédé par la transformation de resources naturelles aux outils qui serve l'humanité. 
Son projet, Contained Measures of Tangible Memories qui a commencé en 2010, issu de son premier voyage au Maroc, elle explore les pratiques de teinture. Nkanga essentiellement transform les objets en circulation aux objets d'art.
En 2012, elle a créé un dispositif pour une performance ou plutôt une installation intitulé Contained Measures of Kolanut avec deux photos, une d'un arbre qui s'appelle kola et une avec deux filles qui imite les arbres. Nkanga a expliqué que l'arbre Kola est important pour sa culture et est un symbole de spiritualité pour sa culture. Après, Nkanga a proposé de manger soit un écrou marron (Cola accuminata) soit un crème (cola nitida). Ces éléments existaient pour préparer une conversation. Cette type de performance peut durer pendant des heures et demande beaucoup de concentration.
La même année, elle a proposé une performance à Tate dans le cadre du programme de performances Politics of Representation où elle a invité les visiteurs à explorer les notions de l'identité, la perception et la mémoire. Elle est présente en 2014 à la Biennale de Berlin, en 2015 à la Biennale d'art contemporain de Lyon et est annoncée en 2016 à la Biennale de Sidney. Coraly Suard lui a consacré un documentaire, produit par Arte France.
Otobong Nkanga utilise un grand nombre de médias : dessin, peinture, sculpture, textile, photographie ou vidéos, installations ou performances. Son travail interroge souvent la notion de territoire. Elle met en lumière les liens qui unissent la terre et le corps humain, la misère et l’opulence, l’Afrique et l’Europe, s'attache aux usages et à la valeur culturelle des ressources naturelles,.
Otobong Nkanga vit et travaille à Anvers.

## Distinctions
- 2015 : 8e Yanghyun Art Prize, Seoul[4]
- 2017 : Belgian Art Prize[20]
- 2018 : Prix Ultima pour les arts visuels de la Communauté flamande de Belgique[22]
- 2019 : 
  - prix artistique Lise Wilhelmsen[23]
  - Prix culturel Peter Weiss (de), Bochum[24]
  - Mention spéciale à la 58e édition de la Biennale de Venise[4]

## Quelques expositions

### Expositions personnelles
- 2020 : Otobong Nkanga: There’s No Such Thing as Solid Ground,  Martin Gropius Bau, Berlin[20]
- 2021 : Otobong Nkanga, Of Cords Curling around Mountains, Castello di Rivoli, Italie[25]
- 2022 : 
  - Underneath the Shade We Lay Grounded. Otobong Nkanga, Hôpital St Jean, Bruges[4]
  - Otobong Nkanga, solo show, Galerie In Situ, Romainville, France[26]

### Expositions collectives
- 2001 : 4e Biennale de la photographie africaine, de Bamako[27],[28]
- 2002 : Biennale d'art contemporain africain, Dakar[29]
- 2002 : Classicism & Beyond, Project Row Houses (en), Houston, États-Unis.
- 2003 : Transferts, Palais des beaux-arts de Bruxelles, Belgique[29].
- 2005 : Africa Remix, l'art contemporain d'un continent, Centre Beaubourg, Paris mais aussi Düsseldorf, Tokyo, Johannesburg et Stockholm (exposition itinérante)[29],[30],[31]
- 2008 : Flow, Studio Museum Harlem, New York.
- 2008 : Re/presentaciones: ellas, Casa Africa, Las Palmas de Gran Canaria, Espagne.
- 2009 : Diagonal Views, Nieuwe Vide, Haarlem, Pays-Bas.
- 2010 : The Studio, Harlem, Pays-Bas[29]
- 2011 : All we ever wanted. Center of Contemporary Arts (CCA), Lagos, Nigeria.
- 2011 : Faites comme chez vous. Raw Material Company - A center for art, Knowledge and society. Dakar, Senegal.
- 2011 : ARS 11, Kiasma Museum of Contemporary Art, Helsinki, Finlande[29].
- 2011 : BANK, Paris[29]
- 2012 : and Object Atlas ? Fieldwork in the Museum, Weltkulturen Museum, Francfort-sur-le-Main, Allemagne.
- 2012 : Tropicomania: The Social life of Plants, La Triennale d'art contemporain, Paris, France.
- 2012 : Inventing world: The Artist as citizen, Biennale du Bénin, Cotonou, Bénin.
- 2012 : Across the Board: Politics of Representation, Tate Modern, The Tanks, Londres, Royaume-Uni.
- 2013 : 11e Biennale de Sharjah, Émirats arabes unis.
- 2014 : Glimmer Fragments - Symposium "Landing and confessions", Stedelijk Museum, Amsterdam, Pays-Bas.
- 2014 : In Pursuit of Bling, 8e Biennale de Berlin, Allemagne.
- 2014 : Diaspore, 14 Rooms Basel, Suisse.
- 2015 : Unisono 28 : Otobong Nkanga - Taste of a stone, Stedelijk Museum Schiedam, Schiedam, Pays-Bas.
- 2015 : Portikus, Francfort-sur-le-Main, Allemagne.
- 2015 : Tracing Confessions, Musée Folkwang, Essen, Allemagne.
- 2015 :  Comot your Eyes Make I borrow you Mine, Kadist Art Foundation, Paris.
- 2015 : Bruises and Lustre, Musée d'art contemporain d'Anvers, Belgique.
- 2015 : Biennale d'art contemporain de Lyon, France.
- 2015 : Muséum national d'histoire naturelle, et Kadist Art Foundation, Paris (pendant la FIAC)[32]
- 2017 : The Absent Museum, Wiels, Bruxelles[33]
- 2022 : Globalisto. Une philosophie en mouvement[34], Musée d'art moderne et contemporain de Saint-Étienne Métropole, Saint-Étienne, France

## Collections
Les œuvres d'Otobong Nkanga font partie des collections de nombreux musées ou institutions, dont la collection du Parlement flamand, le Mu.ZEE à Ostende, le musée d'art contemporain d'Anvers, Kanal - Centre Pompidou à Bruxelles, la Galerie nationale de Finlande, le Centre National des Arts Plastiques et le Centre Pompidou à Paris, plusieurs Fonds régionaux d'art contemporain en France, divers FRAC, le Museum Folkwang en Allemagne, le Bonnefantenmuseum aux Pays-Bas, la Tate Modern à Londres, le Denver Art Museum aux Etats-Unis ... etc.

### Filmographie
- L'Art et la manière - Otobong Nkanga, documentaire de Coraly Suard, 25 min, Arte France.